# Frakokk Moddansdatter
Frakokk Moddansdatter (1064-1138) es un personaje de la saga Orkneyinga, una dama noble hiberno-nórdica del siglo XI, hija de Moddan [Maddan] de Dair, mormaer de Caithness, que tuvo un papel instigador y confabulador en la lucha de poder por las Órcadas, conjurando con su hermana Helga Moddansdatter (n. 1070) contra Paul Håkonsson, jarl de las Órcadas, en favor de Harald Håkonsson, hijo de Helga. 
Frakokk estaba casada con Ljótr Hallson «el Renegado» de Sutherland y tras la muerte de su marido viaja con su sobrino Harald a las islas Órcadas. Ayudó a su hermana Helga para apartar del poder a Paul Håkonsson, envenenando una camisa que accidentalmente produjo el efecto contrario y fue su sobrino Harald quien murió, tras lo cual fue desterrada por el jarl Paul Håkonsson y regresó a Sutherland. Durante su exilio se alió con Olvir Rosta y buscó el favor de Rögnvald Kali Kolsson para derrocar al jarl Paul, organizando un ejército en las Hébridas para unirse a las fuerzas de Rögnvald. Murió quemada en el interior de su hacienda (hús-brenna) por Sweyn Asleifsson, como venganza por la muerte de su padre Óláfr Hrólfsson.